# NGC 2354
NGC 2354 là một cụm sao mở trong chòm sao Đại Khuyển. Nó nằm 2 độ tây nam từ NGC 2362 và phía đông bắc của Delta Canis Majoris. Khoảng 15 ngôi sao thành viên có thể nhìn thấy qua ống nhòm.